# Řehoř V. Šubić
Řehoř V. Šubić Bribirský (chorvatsky Grgur V. Šubić Bribirski, 1300 - kolem roku 1374) byl chorvatský šlechtic z knížecího rodu Šubićů z Bribiru, hrabě ze Šibeniku, Bužanu a Rabu. Byl zakladatelem rodové větve knížat Zrinských.

## Život
Řehoř V. byl nejmladším synem chorvatského bána Pavla I. Šubiće († 1312) a spolu se svými bratry je v pramenech již od roku 1301 uváděn jako kníže trojpolský. V roce 1305 byl jmenován šibenickým knížetem a jako mladý se roku 1318 spolu s bánem Mladenem II. zúčastnil válek proti srbskému králi Štěpánu Urošovi II.
V událostech, které vedly k pádu bána Mladena II., pravděpodobně podporoval svého bratra Pavla II.
V roce 1335 se osvědčil jako spojenec Benátek ve válce proti aquilejskému patriarchovi na Istrii. 
Po smrti bratra Pavla II., se jako poručník jeho nezletilého syna Jiřího III., v roce 1347 dohodl s králem Ludvíkem I. na předání Ostrovice výměnou za opevněné město Zrin a společně se svým synovcem obdržel od krále titul knížete z Bužanu.
Po uzavření zadarského míru mezi Ludvíkem I. a Benátskou republikou v roce 1358 opustil severní oblasti a přijal titul rabského knížete a tuto hodnost zastával pravděpodobně až do své smrti. Při té příležitosti se dostal do konfliktu se svým synovcem Jiřím I., protože si vyčlenil Bužane jako svůj majetek, který byl v roce 1361 vrácen králi výměnou za peněžní náhradu.

### Manželství a rodina
Jeho manželkou byla kněžna Kateřina Kaminská, s níž měl dceru Kateřinu Bužanskou, později provdanou za Mikuláše Tótha Susedgradského. 